# 2955 Newburn
2955 Newburn (1982 BX1) là một tiểu hành tinh vành đai chính được phát hiện ngày 30 tháng 1 năm 1982 bởi E. Bowell ở Flagstaff (AM).